# Cladomorphus rubispinosus
Cladomorphus rubispinosus är en insektsart som först beskrevs av Jean Guillaume Audinet Serville 1838.  Cladomorphus rubispinosus ingår i släktet Cladomorphus och familjen Phasmatidae. Inga underarter finns listade i Catalogue of Life.